# Kinmen
Kinmen (en xinès:金門), també coneguda com a Quemoy, és un petit arxipèlag de diverses illes sota l'administració de la República de la Xina (Taiwan), la Gran Kinmen, la Kinmen menor i altres illes formen el comtat de Kinmen dins la província taiwanesa de Fujian. Ocupa una superfície de 153,06 km² i té una població de 84.570 habitants (2008)
Molts dels seus habitants parlen Hokkien.

## Història
El príncep Lu Zhu Yihai era part de la dinastia Ming del sud que resistí les forces de la dinastia Manxú invasora (dinastia Qing). L'any 1651 Lu s'instal·là a Kinmen on resistí fins a l'any 1663 quan l'illa va ser presa pels manxús invasors.
Al contrari que l'illa de Taiwan i la de Penghu, Kinmen mai no va ser cedida al Japó però va ser ocupada militarment pel Japó de 1937 a 1945.
L'illa va ser escenari de combat entre els dos estats xinesos durant la primera i segona crisi de l'estret de Taiwan i constituí un tema important el l'elecció presidencial dels Estats Units de 1960 entre Kennedy i Nixon. A la dècada de 1950 els Estats Units amenaçaren de llençar la bomba atòmica si la Xina comunista atacava Kinmen.
Kinmen originàriament era una reserva militar i va tornar al govern civil en la dècada de 1990. Pels taiwanesos entrar a la Xina continental via Kinmen era més econòmic que fer-ho via Hong Kong. Tanmateix, des de 2005, la millora de les relacions polítiques entre les dues xines fan més fàcil el pas per l'estret de Taiwan.

## Economia
L'economia de Kinmen està basada essencialment en el turisme i els serveis, ja que és molt a prop de la Xina continental. Està previst construir un pont entre les dues illes principals de Kinmen.